# ستاره میستو
ستاره میستو (به لاتین: Staré Místo) یک منطقهٔ مسکونی در جمهوری چک است که در شهرستان ییچین واقع شده‌است. ستاره میستو ۳۱۶ نفر جمعیت دارد.